# 3º meridiano ovest
Il 3º meridiano ovest di Greenwich è una linea di longitudine che parte dal Polo nord, attraversa il Mar Glaciale Artico, l'Oceano Atlantico, l'Europa, l'Africa, l'Oceano antartico e l'Antartide, arrivando al Polo sud.
Il meridiano opposto al 3º meridiano ovest è il 177º meridiano est.

## Territori ed aree attraversate
Da Nord a Sud il meridiano attraversa:
| Coordinate     | Stato, territorio o mare | Aree attraversate |
| -------------- | ------------------------ | --- |
| 90°00′N 3°00′W | Mar Glaciale Artico      | |
| 81°49′N 3°00′W | Oceano Atlantico         | |
| 59°20′N 3°00′W | Regno Unito              | Scozia — Isola di Westray |
| 59°16′N 3°00′W | Oceano Atlantico         | Baia di Westraya |
| 59°11′N 3°00′W | Regno Unito              | Scozia — Isole di Rousay e Wyre (isole Orcadi) |
| 59°07′N 3°00′W | Mare del Nord            | Baia di Wide |
| 59°11′N 3°00′W | Regno Unito              | Scozia — Isola di Mainland (Isole Orcadi) |
| 58°57′N 3°00′W | Scapa Flow               | |
| 58°49′N 3°00′W | Regno Unito              | Scozia — Isola di South Ronaldsay |
| 58°48′N 3°00′W | Mare del Nord            | |
| 57°40′N 3°00′W | Regno Unito              | Scozia— Passando attraverso Dundee (56°28′N 3°00′W) |
| 56°12′N 3°00′W | Firth of Forth           | |
| 55°57′N 3°00′W | Regno Unito              | Scozia — Passando poco ad est di Edimburgo (55°57′N 3°10′W) Inghilterra — A partire da 55°03′N 3°00′W |
| 54°09′N 3°00′W | Mare d'Irlanda           | Baia di Morecambe |
| 53°56′N 3°00′W | Regno Unito              | Inghilterra — Passando poco ad Ovest di Liverpool (53°24′N 3°00′W) Galles — A partire da 53°14′N 3°00′W Inghilterra — A partire da 52°57′N 3°00′W Galles — Da 52°44′N 3°00′W Inghilterra — Da 52°43′N 3°00′W Galles — Da 52°21′N 3°00′W Inghilterra — Da 52°19′N 3°00′W Galles — Da 52°16′N 3°00′W Inghilterra — Da 52°15′N 3°00′W Galles — Da 51°55′N 3°00′W |
| 51°32′N 3°00′W | Canale di Bristol        | |
| 51°20′N 3°00′W | Regno Unito              | Inghilterra |
| 50°42′N 3°00′W | Canale della Manica      | |
| 48°46′N 3°00′W | Francia                  | |
| 47°34′N 3°00′W | Oceano Atlantico         | Baia di Biscaglia — Passando poco ad Est di Belle Île, Francia (47°18′N 3°03′W) |
| 43°23′N 3°00′W | Spagna                   | Passando poco ad Ovest di Bilbao (43°15′N 2°56′W) |
| 36°45′N 3°00′W | Mar Mediterraneo         | Mare di Alborán — Passando poco ad est dell'isola di Alborán, Spagna (35°57′N 3°02′W) |
| 35°25′N 3°00′W | Marocco                  | Passando poco ad Ovest dell'exclave di Melilla, Spagna (35°18′N 2°58′W) |
| 31°45′N 3°00′W | Algeria                  | |
| 23°51′N 3°00′W | Mali                     | Passando attraverso Timbuktu (16°46′N 3°00′W) |
| 13°40′N 3°00′W | Burkina Faso             | |
| 9°43′N 3°00′W  | Costa d'Avorio           | |
| 7°10′N 3°00′W  | Ghana                    | |
| 5°42′N 3°00′W  | Costa d'Avorio           | |
| 5°06′N 3°00′W  | Ghana                    | |
| 5°04′N 3°00′W  | Oceano Atlantico         | |
| 60°00′S 3°00′W | Oceano Antartico         | |
| 70°18′S 3°00′W | Antartide                | Terra della Regina Maud — Territorio rivendicato dalla Norvegia |